# Dimares elegans
Dimares elegans – gatunek sieciarki z rodziny mrówkolwowatych. 

## Taksonomia
Gatunek opisany został w 1833 roku przez Maximiliana Perty'ego jako Myrmeleon elegans i w tym samym roku umieszczony w nowym rodzaju Diameres jako gatunek typowy.

## Opis

### Owad dorosły
Głaszczki wargowe wydłużone, nitkowate, o plamie głaszczkowej (palpimacula) rozciągniętej się dookoła wierzchołka i prawie sięgające przeciwnej strony. Skrzydła samców zasadniczo nieznakowane, podczas gdy samic z licznymi brązowymi plamkami. Odnóża przednie i tylne o udach pozbawionych włosków czuciowych. Pazurki stóp dobrze rozwinięte, ponad trzykrotnie dłuższe niż szerokość członu stopy. Pazurki przedstopowe na tylnych odnóżach znacznie dłuższe niż nasadowy człon stóp. Paramery samców z długim hakiem i zębem u wierzchołka, a pozbawione ząbków wzdłuż środkowej krawędzi. Pilula axillaris u samców nie występuje.

### Larwa
Larwy o żuwaczkach z trzema tępo zwieńczonymi zębami. Ósmy sternit z dobrze rozwiniętym zębem przyśrodkowym. Dziesiąty sternit z dwoma parami silnie zmodyfikowanych szczecin grzebnych.

## Rozprzestrzenienie
Gatunek neotropikalny, wykazany z Boliwii, Brazylii, Argentyny i Paragwaju.